# 日本の漫画賞
日本の漫画賞（にほんのまんがしょう）では、日本において漫画作品に与えられる賞について解説する。
日本における漫画賞は大別してプロの漫画家による発表済みの作品を対象にするものと、新人の応募作品を対象とするものがある。以下便宜的に前者を「漫画賞」、後者を「新人賞」と表記する。

## 漫画賞
日本における新人向けでない漫画賞には以下のようなものがある（創立年順）。いずれも年に1回開催される。
- 文藝春秋漫画賞（1955年 - 2002年、文藝春秋主催）
- 小学館漫画賞（1955年 - 、小学館主催）
- 日本漫画家協会賞（1975年 - 、日本漫画家協会主催）
- 講談社漫画賞（1977年 - 、講談社主催）
- 星雲賞コミック部門（1978年 - 、日本SF大会主催）
- 文化庁メディア芸術祭マンガ部門（1997年 - 、文化庁主催）
- 手塚治虫文化賞（1997年 - 、朝日新聞社主催）
- 全国書店員が選んだおすすめコミック（2006年 - 、日本出版販売主催）
- マンガ大賞（2008年 - 、マンガ大賞実行委員会主催）
- 次にくるマンガ大賞（2014年 - 、niconico、ダ・ヴィンチ共催）
- みんなが選ぶTSUTAYAコミック大賞（2017年 - 、TSUTAYA主催）
- 電子コミック大賞（2018年 - 、コミックシーモア主催）

このうち小学館漫画賞と講談社漫画賞は漫画出版の大手が主催する賞であり、受賞作品は自社系列の出版社による作品が大半を占める。日本漫画家協会賞は日本漫画家協会会員の漫画家によって選出されており、他に比べてキャリアの長いベテランの作品が入賞することが多い。比較的新しい賞である手塚治虫文化賞と文化庁メディア芸術祭マンガ部門はいずれもその年に発表された最も優れた作品を顕彰することを目的とするが、前者は審査員が主に評論家、作家からなり、後者は主に漫画家からなる点に違いがある。この2賞で共に大賞を受賞したのは2012年現在まで『バガボンド』（井上雄彦）と『失踪日記』（吾妻ひでお）のみであり、さらに日本漫画家協会賞の大賞を受賞しているのは『失踪日記』のみである。この3賞は「特別賞」や「功労賞」などを設けて漫画の発展に寄与した人物への表彰も行なっている。2006年から続く書店員投票型マンガ賞全国書店員が選んだおすすめコミックは日本出版販売が運営しており、毎年1000人以上の書店員が投票に参加している。2008年に創設されたマンガ大賞は各書店のマンガ担当者などの有志によって選定される。2014年から始まった次にくるマンガ大賞は読者参加型でエントリー・投票共にインターネットで行われ、コミックス部門・WEBマンガ部門のいずれもエントリーは書籍化5巻以内の作品に限られる。
作品のジャンルが限定されるものの中で文藝春秋漫画賞は主にギャグ漫画や4コマ漫画を表彰するユニークな賞であったが2002年に廃止された。星雲賞コミック部門ではSF・伝奇作品が対象となる。また日本SF大賞でも漫画作品が対象とされることがあり、過去に『童夢』（大友克洋）、『バルバラ異界』（萩尾望都）が受賞している。

## 新人賞
漫画新人賞は新人漫画家の発掘を目的としており、雑誌ごとに独自の賞を設けている場合が多いが、小学館新人コミック大賞や白泉社アテナ新人大賞のように出版社主催のものもある。新人賞は年に数回行なわれるものがほとんどである。出版社以外には通販会社のAmazon.co.jpやWebニュースサイトのGIGAZINEが漫画賞を主催している。この2賞は電子書籍での出版となる。
日本で最初の新人漫画賞は『少年ジャンプ』（隔週刊時代、集英社）による1968年の新人漫画賞とされている。
ここではWikipedia日本語版に記事があるものを挙げる。
- 手塚賞（週刊少年ジャンプ・ジャンプSQの2誌合同、集英社） 少年漫画（ストーリー漫画）
  - 赤塚賞（週刊少年ジャンプ・ジャンプSQの2誌合同、集英社） 少年漫画（ギャグ漫画）
- JUMP新世界漫画賞（週刊少年ジャンプ、集英社） 少年漫画
- 週刊少年マガジン新人漫画賞（週刊少年マガジン、講談社） 少年漫画
- 月マガ新人漫画賞グランドチャレンジ（月刊少年マガジン、講談社） 少年漫画
- 小学館新人コミック大賞（小学館） 児童漫画・少年漫画・少女、女性漫画・青年漫画
- まんがカレッジ（週刊少年サンデー、小学館） 少年漫画
- 週刊少年チャンピオン新人まんが賞（週刊少年チャンピオン、秋田書店） 少年漫画
- ちばてつや賞（週刊ヤングマガジン・モーニング、講談社） 青年漫画
- アフタヌーン四季賞（月刊アフタヌーン、講談社） 青年漫画
- MANGA OPEN（モーニング、講談社） 青年漫画
- MANGAグランプリ（週刊ヤングジャンプ、集英社） 青年漫画
- ミラクルコミック大賞（ミラクルジャンプ、集英社） 青年漫画
- 新人コミックオーディション（ビッグコミックスペリオール、小学館） 青年漫画
- ビッグコミック＆ビッグコミックオリジナル青年漫画賞（ビッグコミック・ビッグコミックオリジナル、小学館） 青年漫画
- イキマン（月刊IKKI、小学館） 青年漫画
- 金のティアラ大賞（集英社の少女・女性漫画雑誌8誌合同） 少女、女性漫画
- 白泉社アテナ新人大賞（花とゆめ・別冊花とゆめ・LaLa・MELODYの4誌合同、白泉社） 少女漫画
- なかよし新人まんが賞（なかよし、講談社） 少女漫画
- 角川漫画新人大賞（月刊少年エースほか、角川書店） 一般
- コミックブレイド漫画大賞NEO（月刊コミックブレイド、マッグガーデン） 一般
- エンターブレインえんため大賞（コミックビーム、エンターブレイン） 一般
- ネクスト大賞（NextComicファースト、宙出版） WEB漫画
- アックスマンガ新人賞（アックス、青林工藝舎） 特殊漫画
- シリウス新人賞（月刊少年シリウス、講談社） 一般

### 新人賞の抱える問題
新人の発掘を目的とした新人賞だが、漫画産業の発展という立場から見ると問題があると中野晴行『マンガ産業論』は指摘している。
- 新人賞に応募する者はたいていその雑誌の読者であるから、連載している漫画家に影響を受け、作風が似通ってしまう。
- 商業誌はあくまでも即戦力を求めているのであり、斬新で実験的な漫画でなく人気が出る漫画が入選する。
- 応募者がどうしてもマイナー誌でなくメジャーな人気雑誌に偏る。
- 新人賞を受賞しデビューしても、編集者によって作風が矯正させられる場合がある。

そして出版社・編集者が新人漫画家を「実力主義」の名目で使い捨てにせず、先行投資として大切に育成するべきと主張している。

## 国際漫画賞
漫画の表現形式は日本のマンガ（MANGA）、アメリカのアメリカン・コミックス、ヨーロッパのバンド・デシネのように各文化圏で独自の発展を遂げているため、世界各地に様々な賞が存在する。形式は不問のものが多いが、おおむね開催国の表現形式に沿った作品が集まる傾向にある。ここではWikipedia日本語版に記事があるものを挙げる。
- 国際漫画賞（外務省） 一般
- 読売国際漫画大賞（読売新聞社） 1コマ漫画
- モーニング国際新人漫画賞（モーニング、講談社） 一般
- サイレントマンガオーディション（月刊コミックゼノン ノース・スターズ・ピクチャーズ（コアミックス）） サイレント漫画
- アングレーム国際漫画祭（アングレーム市） 一般